# Maryna Mazenko
Maryna Jurijivna Mazenko (ukrainska: Марина Юріївна Мазенко), född 7 maj 1998 i Zjovtneve, Chmelnytskyj oblast, Ukraina, är en volleybollspelare (center).
Efter att ha börjat spela lokalt flyttade hon efter sjunde klass till Ternopil, där hon fortsatte spela i VK Halytjanka Ternopil. Där var hon en av klubbens mest framstående spelare. 2018 blev hon utnämnd till bästa blockare i Superliha (ukrainska högstaserien). Hon tillbringade en säsong med Meduniversitet Vinnytsia 2018-2019. Sommaren 2019 återvände hon till Ternopil för en säsong. Därefter gick hon 2020 över till SK Prometej. Hon spelade med dem under två säsonger. Därefter flyttade hon till Polen för spel med först LTS Legionovia Legionowo under hösten 2022 och sedan Roleski Grupa Azoty PWSZ Tarnów under våren 2023. Sedan hösten 2023 spelar hon med Maccabi Ashdod i Israel
Hon deltog vid EM 2021 med Ukrainas landslag.